# Technická fakulta České zemědělské univerzity v Praze
Technická fakulta České zemědělské univerzity (dříve Mechanizační fakulta) byla založena v rámci ustanovené Vysoké školy zemědělské v roce 1952. Od 1. ledna 1995 je součástí přejmenované České zemědělské univerzity v Praze. Po dobu působení vychovala Technická fakulta v prezenčním (denním) a kombinovaném (dálkovém) studiu více než 6 000 absolventů. Pracovníci fakulty vyvíjejí aktivity v oblasti pedagogické, vědeckovýzkumné, expertizní a poradenské činnosti.
Fakulta má devět kateder, laboratoře výpočetních aplikací a ústřední vývojové dílny. Zájemcům o studium fakulta nabízí v rámci akreditovaných dvoustupňových studijních programů tříleté bakalářské studium a dvouleté navazující magisterské studium, a to v těchto oborech studia:
- Zemědělská technika (ZT),
- Silniční a městská automobilová doprava (SMAD),
- Technika a technologie zpracování odpadů (TTZO),
- Technologická zařízení staveb (TZS),
- Obchod a podnikání s technikou (OPT),
- Informační a řídicí technika v agropotravinářském komplexu (IŘT),
- Technology and Environmental Engineering (TEE),
- Inženýrství údržby (IU),
- Precizní zemědělství (PZ).

Od roku 2018 je děkanem doc. Ing. Jiří Mašek, Ph.D. Fakulta sídlí v areálu ČZU v Praze na Suchdole.